# Mount Ainslie (hegy)
A Mount Ainslie, vagy más néven Mount Ainslie-Majura hegy Ausztráliában, Canberrában, Campbell, Ainslie és Hackett városrészek határain fekszik, a Canberra Nature Park része. James Ainslie-ről nevezték el, aki egy 19. századi telepes volt, és egyben Duntroon egyik felügyelője is.

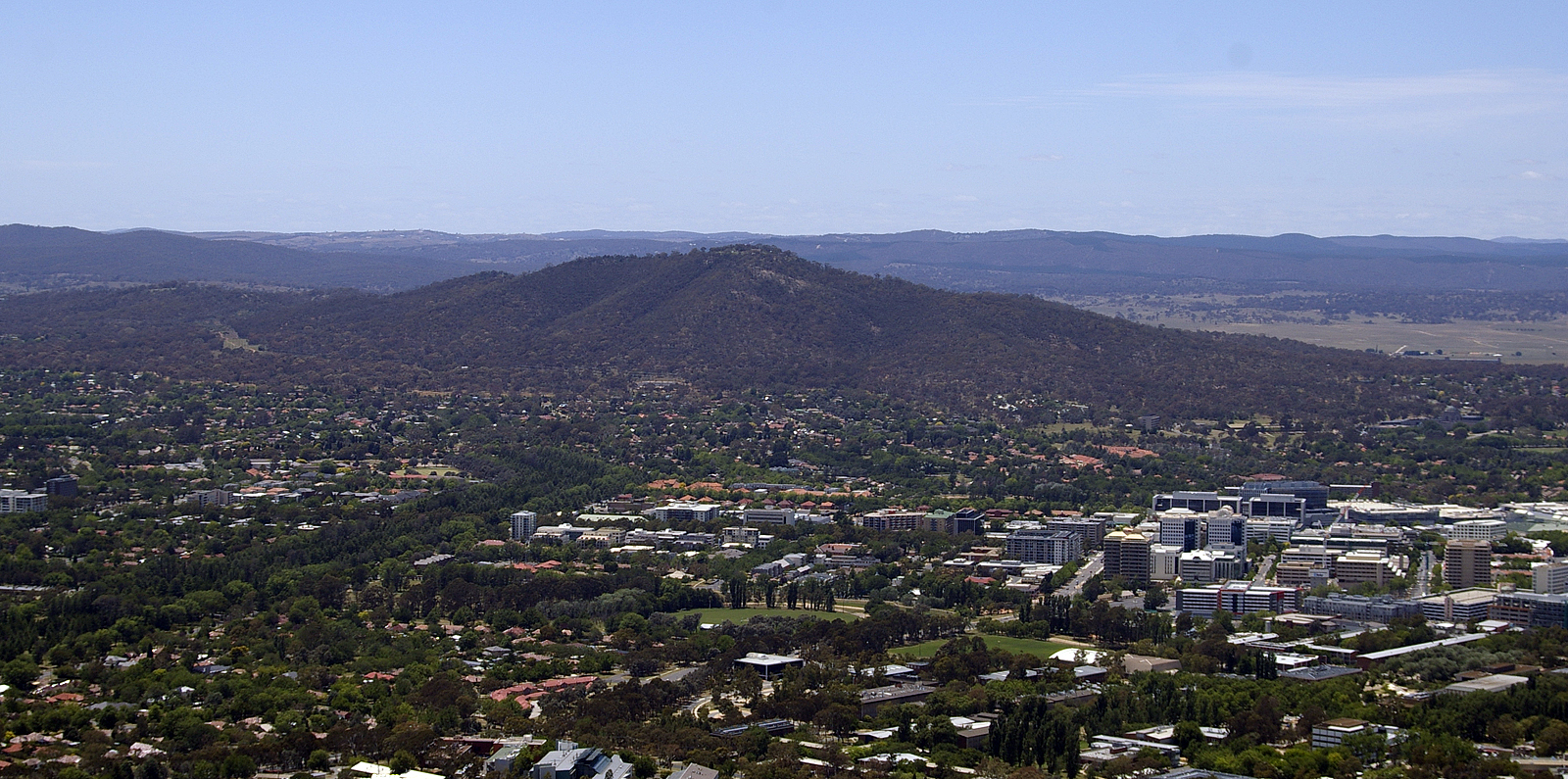
A Mount Ainslie a Telstra Tower-ből fotózva

A hegy tetején egy forgó jelzőfénnyel felszerelt világítótorony van a repülőgépek biztonságosabb repülése számára. A torony 842 méteres tengerszint feletti magasságot ér el legmagasabb pontján. A toronyból remek kilátás nyílik a fővárosra és környékére, de tisztább időben Új-Dél-Wales állam egyes részei is megfigyelhetők innen. A sétaút, amely felvezet a hegy csúcsára kövezett és lépcsőkkel van tűzdelve, valamint ez az útvonal halad el az Ausztrál Háborús Emlékmű mellett is. Az út mentén számtalan a II. világháborúban harcolt katonának emléket állító emléktábla található. 
A hegy csúcsától mintegy 200 méternyire egy kőbánya található.

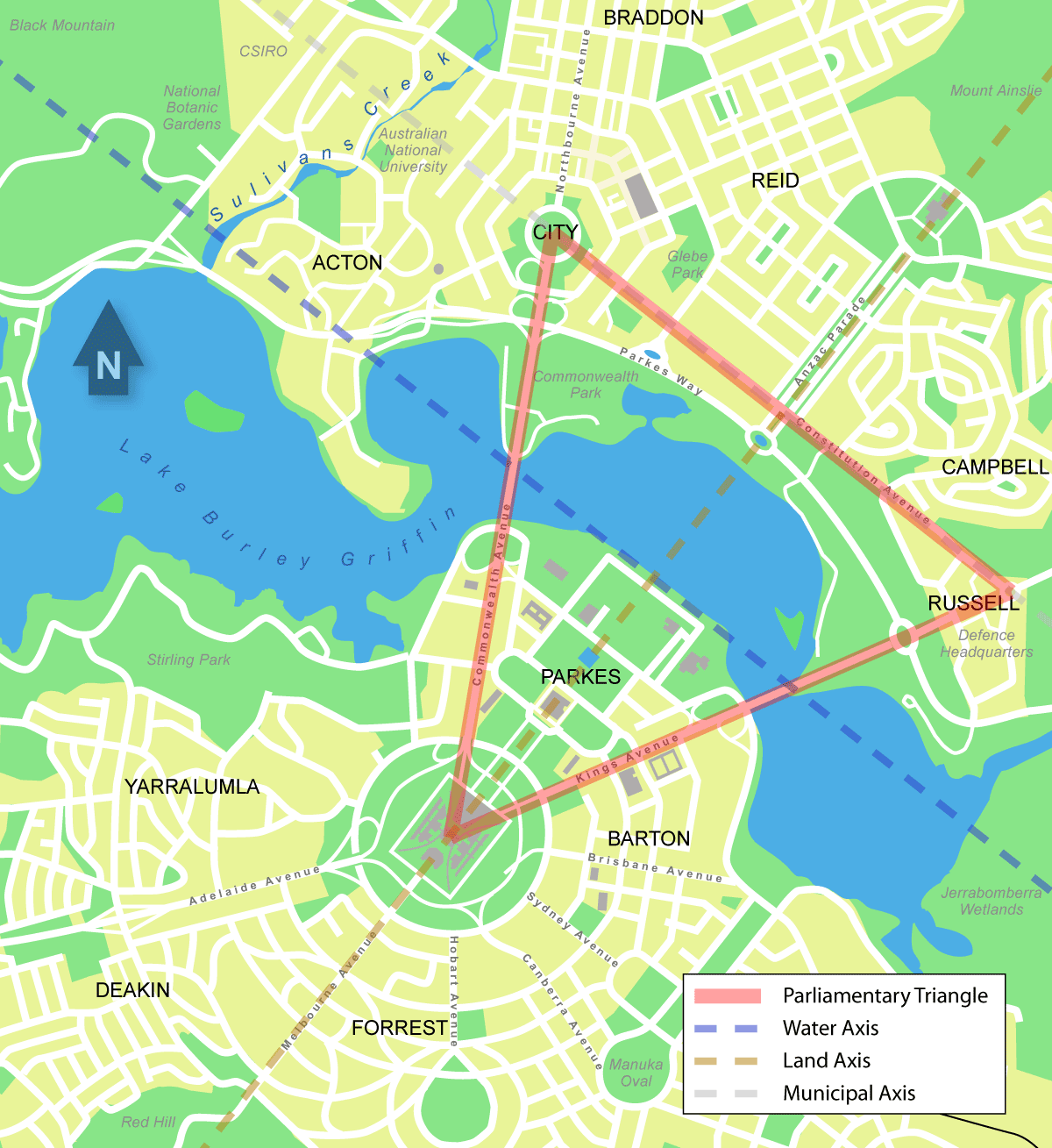
Az ún. parlamenti háromszög Canberrában. A Mount Ainslie a háromszög felső csúcsa

A Mount Ainslie hegy a legészakibb csúcsa az úgy nevezett „parlamenti háromszögnek”, amelynek másik két végpontja a Parliament House, az ausztrál parlament épülete, valamint a Russell és Campbell városrészek határán fekvő tér.

## Fordítás
Ez a szócikk részben vagy egészben  a   Mount Ainslie, Australian Capital Territory című angol Wikipédia-szócikk ezen változatának fordításán alapul.  Az eredeti cikk szerkesztőit annak laptörténete sorolja fel. Ez a jelzés csupán a megfogalmazás eredetét és a szerzői jogokat jelzi, nem szolgál a cikkben szereplő információk forrásmegjelöléseként.